# 미니 이지스함

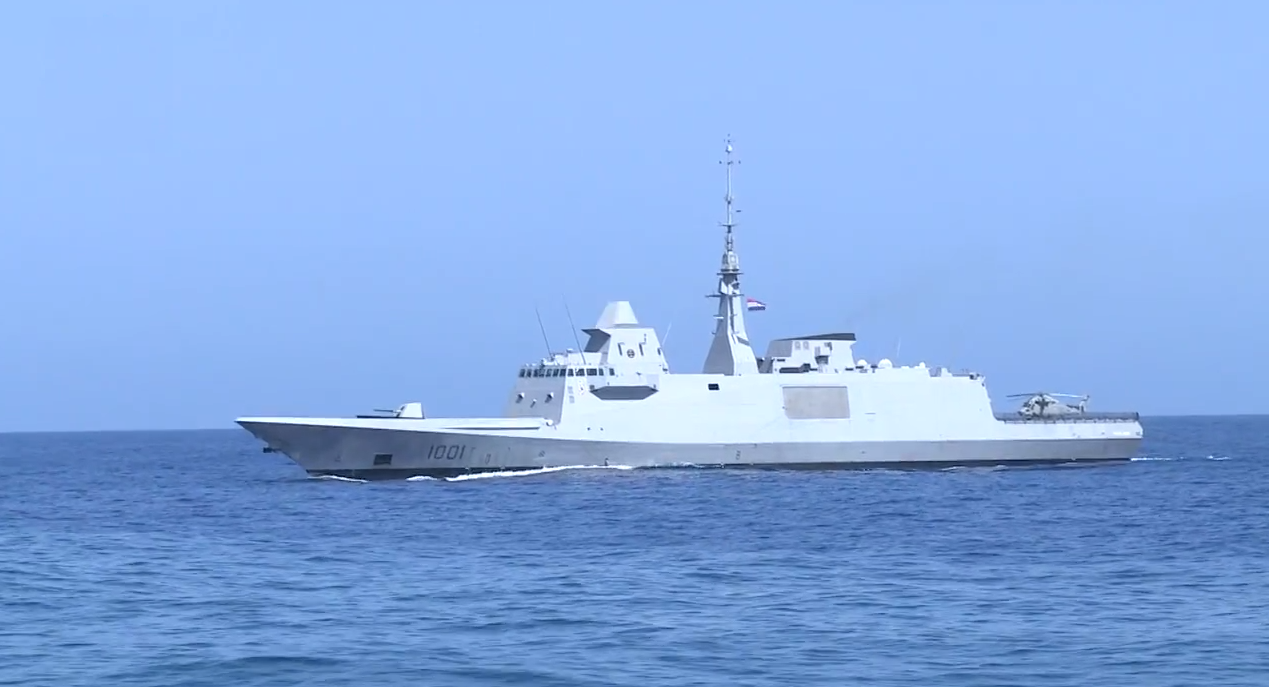
네덜란드 해군의 아키텐급 호위함, 미니 이지스함의 대표이자, 미니 이지스함 세대에 가장 많이 양산되고 있는 군함이다.

미니 이지스함(Mini Aegis-Class Destroyer)은 미국이 만든 이지스 전투 시스템을 채택한 구축함이 아닐지라도, 이지스함에 버금가거나 그 이상의 전투 능력을 가졌거나, 최소한 유사한 역할과 기능할 수 있는 장비와 시스템을 가진 군함을 일컫는다. 대표적으로 한국형 차기 구축함도 언론에서 '미니 이지스함'이라고 부르고 있으며, 미국이 전매특허마냥 사용했던 용어인 '신의 방패'라는 이지스함을 가리키는 용어를 한국형 차기 구축함에도 사용했다. 미국 밀리터리 전문 매체 '더 내셔널 인터레스트지'에서도 중국이 제조한 이지스함들을 '미니 이지스'라고 불러주고 있다. 언어는 쓰임새가 많거나 많은 이들이 사용해주면 언어로 인정받게 돼 있는 특성을 갖고 있기 때문에 이지스함이라는 호칭을 이지스 전투 시스템을 채택한 구축함에만 국한되어서 사용하지만은 않는 현상이다.

## 특징

### 통합마스트
다양한 레이더들이 서로 간섭을 하지 않는 조건 하에 일개 마스트에 통일되어 있는 형태의 마스트다.

### 스텔스 설계
2000년대에 건조된 라파예트급 호위함과 충무공이순신급 구축함도 스텔스 형상으로 설계된 디자인을 가진 군함들이다. 레이더에 잡히는 레이더 반사 면적(RCS)을 크게 줄여, 작은 크기로 잡히게 된다. 그러나 이지스함 수준으로 보기에는 애매한 피탐성(스텔스성)을 갖고 있고, 스텔스 모드를 사용할 시, 어선 크기로 탐지망에 잡히는 줌왈트급 구축함하고는 큰 차이가 있다.

## 종류

### 미니 이지스함
세계에는 다양한 미니 이지스함들이 존재한다.
- 중국 - 052C형, 052D형, 057형 호위함
- 미국 - 컨스텔레이션급 호위함
- 일본 - 아키즈키급, 아사히급
- 대한민국 - KDDX
- 영국 - 26식
- 유럽 - 아키텐급
- 러시아 - 고르쉬코프급

## 같이 보기
- KDDX
- 이지스 전투 시스템